# Prix Maurice-Richard
Pour les articles homonymes, voir Maurice Richard (homonymie) et Richard.
Pour un article plus général, voir Société Saint-Jean-Baptiste de Montréal.
Le Prix Maurice-Richard est un prix québécois décerné depuis 1979 par la Société Saint-Jean-Baptiste de Montréal pour honorer une personne qui s'est distinguée dans le domaine des sports et de l'athlétisme. Il a été nommé en souvenir du hockeyeur Maurice Richard.
Le prix a été remis à peu près annuellement jusqu'en 1991 et il est remis tous les trois ans depuis lors.

## Liste des lauréats
- 1979 - Serge Savard
- 1980 - Marcel Jobin
- 1981 - Serge Arsenault
- 1982 - non-remis
- 1983 - non-remis
- 1984 - Gaétan Boucher
- 1985 - non-remis
- 1986 - André Viger
- 1987 - Pierre Harvey
- 1988 - François Godbout
- 1989 - Philippe Chartrand
- 1990 - Sylvie Fréchette
- 1991 - Yves Laforest
- 1994 - Myriam Bédard
- 1997 - Jean Laroche
- 1999 - Bruny Surin
- 2002 - Mario Lemieux
- 2015 - Robert Sirois